# 西保村 (岐阜県)
西保村（にしのほむら）は、かつて岐阜県安八郡に存在した村である。
現在の安八郡神戸町西保に該当する。

## 歴史
- 1874年（明治5年） - 岩村領北方村と名取領[3]北方村が合併し、北方村となる。
- 1874年（明治7年）9月 - 北方村が分立。旧・岩村領北方村は北方村、旧・名取領北方村は西保村となる。
- 1889年（明治22年）7月1日 - 町村制により西保村が発足。
- 1897年（明治30年）4月1日 - 四成村、中沢村、南方村、草道島村、加納村と合併し、南平野村が発足。同日西保村廃止。